# Gyöngyöstarján
Gyöngyöstarján [ˈɟønɟøʃtɒrjaːn] ist eine ungarische Gemeinde  im Kreis Gyöngyös im Komitat Heves.

## Geografische Lage
Gyöngyöstarján liegt in Nordungarn, am südlichen Rand des Mátra-Gebirges, sechs Kilometer nordöstlich der Kreisstadt Gyöngyös, an dem Fluss Tárján-patak.

## Geschichte
Die erste schriftliche Erwähnung Gyöngyöstarjáns stammt aus dem Jahr 1275. Damals war das Gebiet im Besitz von György Tarján aus dem Geschlecht der Aba, aus dem auch der ungarische König Sámuel Aba stammt. Von György Tarján ist der Name der Siedlung höchstwahrscheinlich auch abgeleitet. 1383 gelangte das Gebiet in den Besitz der Széchenyi-Familie. Um 1650 wechselte der Besitzer erneut, diesmal wurde die Haller-Familie Besitzer Tarjáns und des näheren Umlandes und verblieb es bis in das 18. Jahrhundert hinein. In dieser Zeit wurde auch das berühmteste Bauwerk des Dorfes erbaut, der Haller-Weinkeller. Der Keller war bei Bauende ca. 170 m lang, inzwischen ist er auf 540 m erweitert worden. Er ist damit einer der längsten Weinkeller Europas. Aus den Steinen, die beim Bau des Heller-Weinkellers freigelegt wurden, errichtete man zwischen 1747 und 1753 die  barocke Gemeindekirche.

## Gemeindepartnerschaften
- Geisingen, Deutschland, seit 2003[2]
- Porumbenii Mari, Rumänien, seit 2015[3]

## Sehenswürdigkeiten
- Römisch-katholische Kirche Mindenszentek
- Weltkriegsdenkmal (I. és II. világháborús emlékmű), erschaffen von Róbert Király

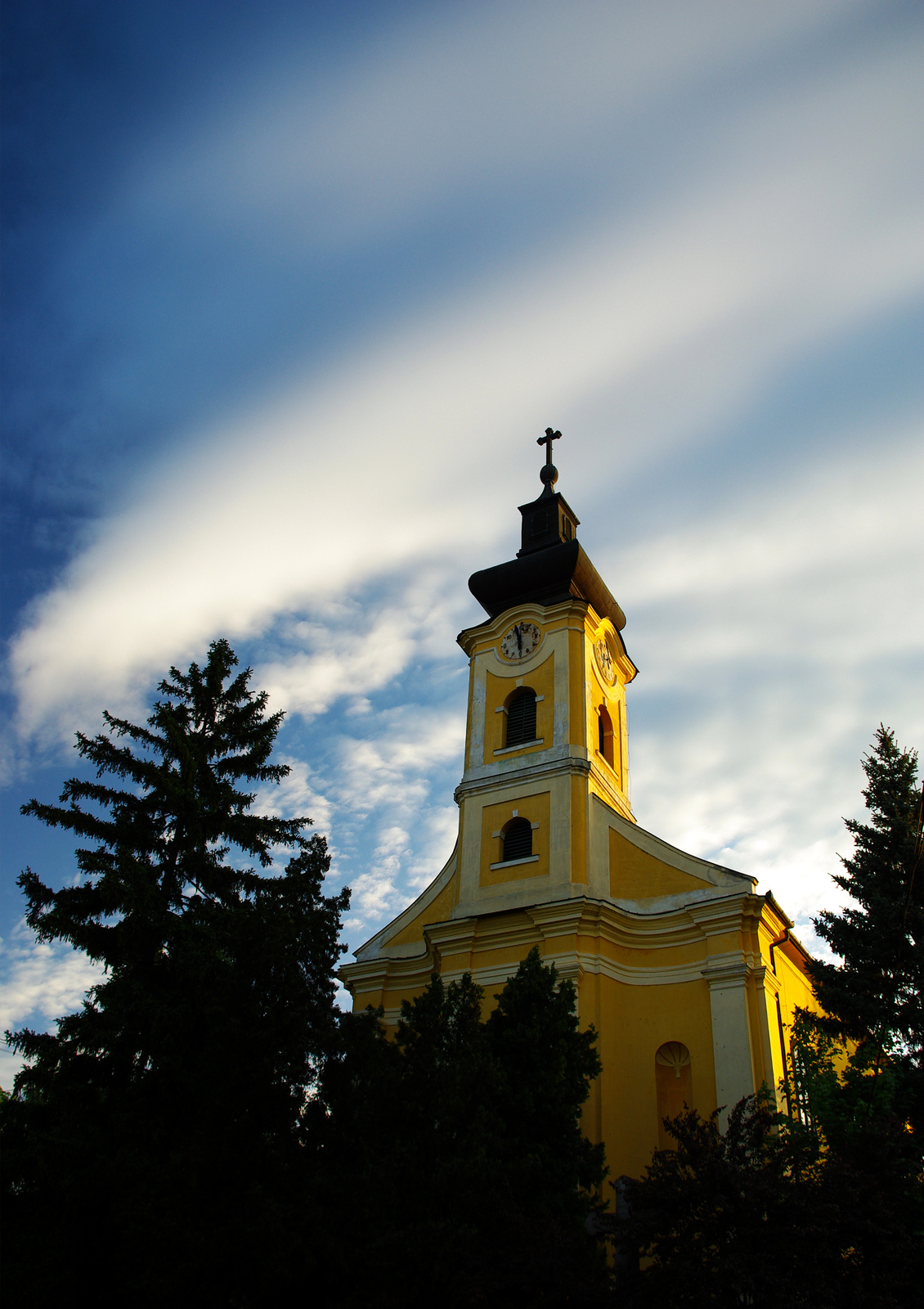
Röm.-kath. Kirche Mindenszentek
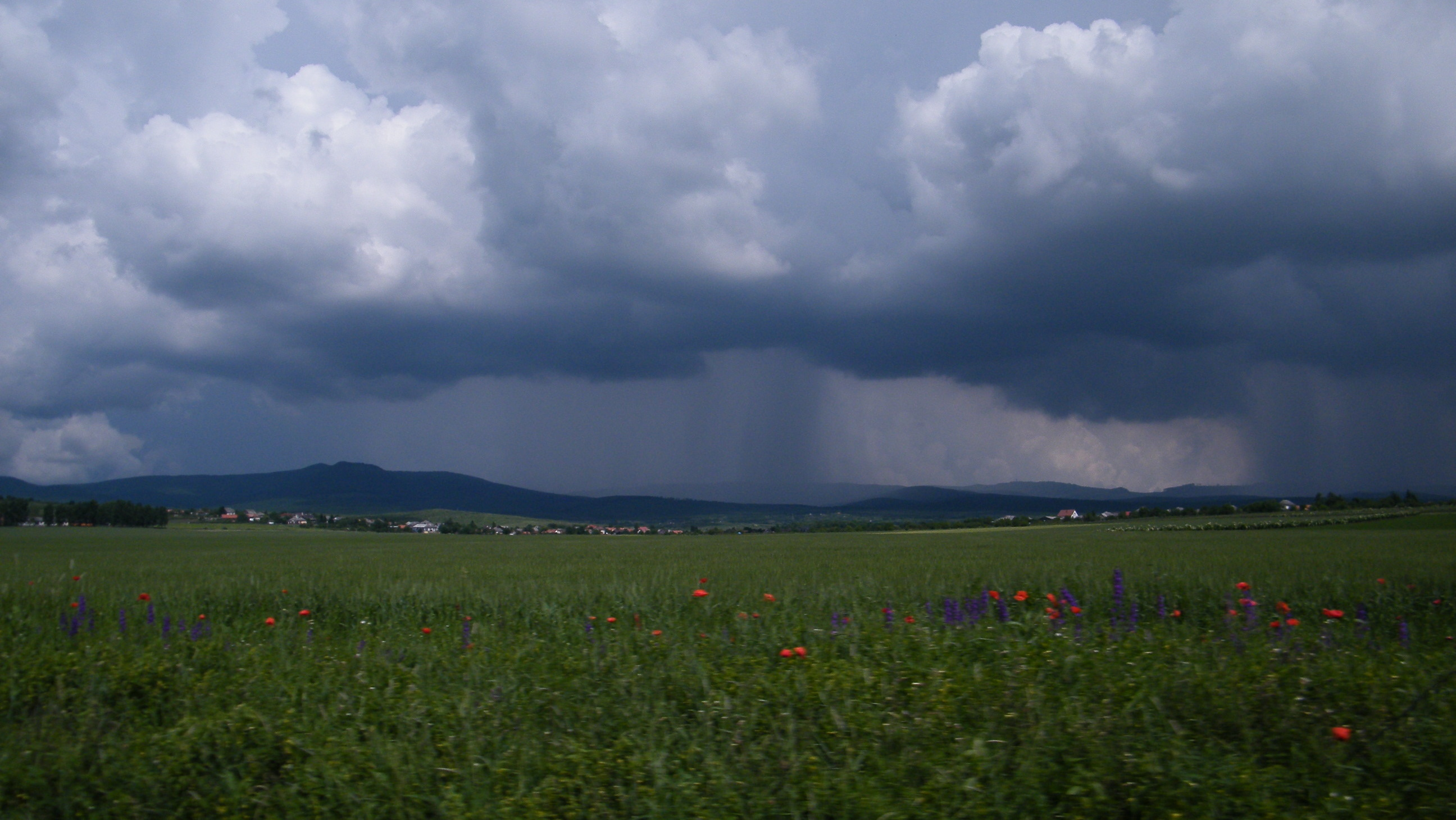
Landschaft bei Gyöngyöstarján

## Verkehr
Durch Gyöngyöstarján verläuft die Nebenstraße Nr. 24138, ein Kilometer südlich des Ortes die Landstraße Nr. 2406. Der nächstgelegene Bahnhof befindet sich in Gyöngyös.